# Comuna Satnica Đakovačka, Osijek-Baranja
Satnica Đakovačka este o comună în cantonul Osijek-Baranja, Croația, având o populație de 2.123 de locuitori (2011).

## Demografie
Componența etnică a comunei Satnica Đakovačka
     Croați (99,01%)
     Necunoscut (0,14%)
     Neclasificat (0,66%)
Componența confesională a comunei Satnica Đakovačka
     Catolici (99,01%)
     Necunoscută (0,24%)
     Alte religii (0,75%)
Conform recensământului din 2011, comuna Satnica Đakovačka avea 2.123 de locuitori. Din punct de vedere etnic, majoritatea locuitorilor (99,01%) erau croați. Apartenența etnică nu este cunoscută în cazul a 0,14% din locuitori. Din punct de vedere confesional, majoritatea locuitorilor (99,01%) erau catolici. Pentru 0,24% din locuitori nu este cunoscută apartenența confesională.